# 伯辛根
伯辛根是德国巴登-符腾堡州的一个市镇。总面积22.45平方公里，总人口3461人，其中男性1740人，女性1721人（2011年12月31日），人口密度154人/平方公里。